# Telioneura glaucopis
Telioneura glaucopis är en fjärilsart som beskrevs av Felder 1869. Telioneura glaucopis ingår i släktet Telioneura och familjen björnspinnare. Inga underarter finns listade i Catalogue of Life.